# Franklin B. Zimmerman
Franklin Bershir Zimmerman (* 20. Juni 1923 in Wauneta, Kansas) ist ein US-amerikanischer Musikwissenschaftler und Dirigent. Er hat insbesondere auf dem Gebiet der Barockmusik gearbeitet und veröffentlicht, vorwiegend über den Komponisten Henry Purcell. Zimmerman erstellte ein vollständiges Verzeichnis der Werke Purcells, das als einer der bedeutendsten Beiträge zur Purcell-Forschung angesehen wird (one of the most crucial contributions to Purcell research). Jedes Werk im Verzeichnis hat eine Z-Nummer, abgeleitet von seinem Nachnamen.

## Leben
Zimmerman wurde von der University of Southern California 1958 zum Ph.D. promoviert. Er war Professor für Musik am Dartmouth College (1964–1967), der University of Kentucky (1967–1968) und der University of Pennsylvania von 1968 bis zu seinem Ruhestand. 1968 gründete er das Ensemble Pennsylvania Pro Musica.

## Schriften
- Franklin B. Zimmerman: Purcell’s Handwriting. In: Imogen Holst (Hrsg.): Henry Purcell 1659-1695 Essays On His Music. Oxford University Press, 1959, Chapter 9 (englisch) archive.org